# グレンヴィル男爵
グレンヴィル男爵（英語: Baron Grenville）は、かつて存在したイギリスの男爵位。グレートブリテン貴族爵位。
首相ウィリアム・グレンヴィルが1790年から1834年にかけて保有した爵位である。

## 歴史
小ピット内閣で閣僚職を歴任していたウィリアム・グレンヴィルは、1790年11月25日の勅許状によりグレートブリテン貴族爵位「バッキンガム州におけるワットン＝アンダー＝バーヌウッドのグレンヴィル男爵（Baron Grenville, of Wotton-under-Bernewood in the County of Buckingham）」に叙せられた。グレンヴィル卿はその後首相になっている。
しかし彼に子供はなく、1834年1月12日の彼の死とともに爵位は廃絶した。
一方ウィリアムの兄であるジョージ・ニュージェント＝テンプル＝グレンヴィルも小ピット内閣の閣僚職を歴任し、1784年にバッキンガム侯爵に叙せられている。さらにその子であるリチャード・テンプル＝ニュージェント＝ブリッジズ＝シャンドス＝グレンヴィルは、1822年にバッキンガム＝シャンドス公爵に叙せられたが、この公爵位は2代後の1889年に廃絶した。

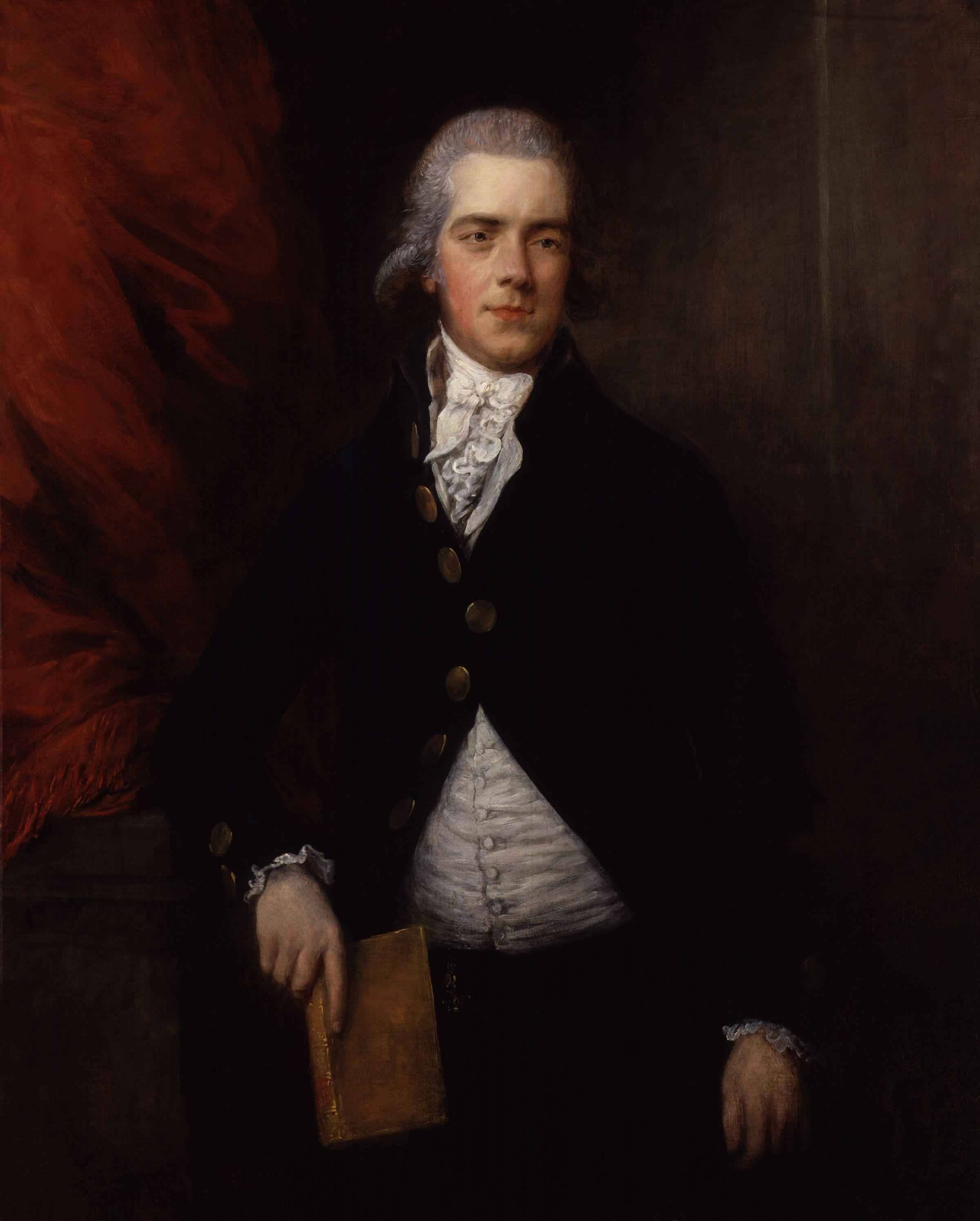
グレンヴィル男爵ウィリアム・グレンヴィル
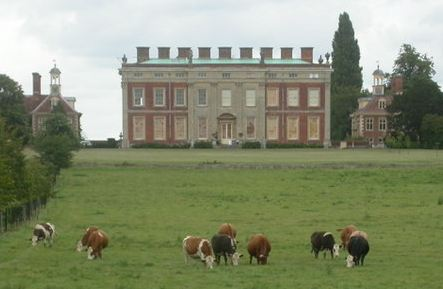
グレンヴィル家が邸宅としていたワットン・ハウス（英語版）。バッキンガムシャー州ワットン・アンダーウッド（英語版）に所在し、イングリッシュ・ヘリテッジの第一級指定建築物に指定されている。

## グレンヴィル男爵 （1784年）
- ウィリアム・グレンヴィル (初代グレンヴィル男爵) （1759年 - 1834年）
  - 1834年、断絶。